# لیلیانا رودریگز
لیلیانا رودریگز (انگلیسی: Liliana Rodríguez؛ زادهٔ ۲۷ فوریهٔ ۱۹۹۶) بازیکن فوتبال اهل مکزیک است.
وی همچنین در تیم‌های ملی فوتبال Mexico women's national under-17 football team و Mexico women's national under-20 football team بازی کرده‌است.